# ژان سیلوین بابین
ژان سیلوین بابین (انگلیسی: Jean-Sylvain Babin؛ زادهٔ ۱۴ اکتبر ۱۹۸۶) بازیکن فوتبال اهل فرانسه است.
از باشگاه‌هایی که در آن بازی کرده‌است می‌توان به باشگاه فوتبال آلکورکون، باشگاه فوتبال مکابی تل آویو، باشگاه فوتبال اسپورتینگ خیخون، باشگاه فوتبال لوتسرن، و باشگاه فوتبال گرانادا اشاره کرد.
وی همچنین در تیم ملی فوتبال مارتینیک بازی کرده‌است.